# Summa Technologiae
Summa Technologiae (Summa technologiae) es una de las primeras colecciones de ensayos filosóficos del escritor polaco Stanisław Lem. Se publicó por primera vez en 1964, con portada de Daniel Mróz; se hizo una segunda edición en 1967. El título alude a los de otras obras de carácter filosófico: a Summa Theologiae de Tomás de Aquino, a otra del mismo nombre de Alberto Magno, a Summa logicae de Guillermo de Ockham, etc.

## Contenido
Según dice el propio Lem, en la colección de ensayos Summa Technologiae intenta «examinar las espinas de las rosas aún por florecer»; en otras palabras, ocuparse de los problemas de un futuro remoto, y además de otros de un futuro más cercano. La cuestión principal afrontada por Lem en esta serie de ensayos es el problema de una civilización exenta de limitaciones técnicas y materiales: las consecuencias éticas, morales y filosóficas del desarrollo técnico futuro.  
A pesar de las que hoy pueden considerarse como inexactitudes en campos como las matemáticas, la biología y la sociología, Summa Technologiae conserva su vigor, y hasta algunos de los temas tratados en ella se muestran más actuales que hace cuatro décadas. Cuando se publicaron estos ensayos, los conceptos discutidos en ellos estaban relegados al campo de la ciencia ficción: algunos ejemplos son la intelectrónica (intelektronika; hoy, inteligencia artificial), la fantomología (fantomologia) o estudio de la fantomática (fantomatyka; hoy, realidad virtual), la biotecnología, la nanotecnología y la singularidad.

## Partes del libro
El libro se divide en 9 partes:
- I. Dilemas (Dylematy): Lem presenta su visión del futuro y las razones que lo han llevado a escribir el libro. El texto de esta introducción es de 1961.

- II. Dos evoluciones (Dwie ewolucje): Se muestra la similitud entre las transformaciones evolutivas de carácter biótico, técnico y social.
  - Introducción (Wstęp). Las similitudes (Podobieństwa). Las diferencias (Różnice). La primera causa (Pierwsza przyczyna). Algunas preguntas ingenuas (Kilka naiwnych pytań).

- III. Civilizaciones espaciales (Cywilizacje kosmiczne): Se ofrece una panorámica de los esfuerzos de la época en el proyecto de busca de inteligencia extraterrestre, sin que falten explicaciones de las teorías ni su acompañamiento por un fuerte aparato crítico.
  - La formulación del problema (Sformułowanie problemu). La formulación del método (Sformułowanie metody). La estadística de las civilizaciones del Cosmos (Statystyka cywilizacji kosmicznych). El catastrofismo cósmico (Katastrofizm kosmiczny). La metateoría de los milagros (Metateoria cudów). La unicidad del ser humano (Unikalność człowieka). La inteligencia: ¿azar o necesidad?) (Inteligencja: przypadek czy konieczność?) Las hipótesis (Hipotezy). La opinión disidente (Votum separatum). Las perspectivas (Perspektywy).

- IV. Intelectrónica (Intelektronika): Lem acuñó la palabra «intelectrónica» para nombrar lo que conocemos hoy como «inteligencia artificial». El autor se plantea que algún día será sobrepasada la inteligencia humana por la de las máquinas, y que las soluciones a los problemas con que habrá de enfrentarse la humanidad podrían estar fuera del alcance de las capacidades intelectuales de los seres de carne y hueso.
  - Regreso a la tierra (Powrót na ziemię). La bomba megabítica (Bomba megabitowa). El juego magno (Wielka gra). Mitos de la ciencia (Mity nauki). El amplificador de la inteligencia (Wzmacniacz inteligencji). La caja negra (Czarna skrzynka). Sobre la moralidad de los homeostatos (O moralności homeostatów). Los peligros de la electrocracia (Niebezpieczeństwa elektrokracji). Cibernética y sociología (Cybernetyka i socjologia). Creencia e información (Wiara i informacja). Metafísica experimental (Metafizyka eksperymentalna). Creencias de los cerebros electrónicos (Wierzenia elektromózgów). El espíritu de la máquina (Duch w maszynie). Problemas de la información (Kłopoty z informacją). Dudas y antinomias (Wątpliwości i antynomie).

- V. Prolegómenos de la omnipotencia (Prolegomena wszechmocy): En el futuro, la humanidad será capaz de cualquier cosa; ¿o tal vez no? El empleo de la palabra «prolegómenos» tal vez haga alusión a la obra de ese título de Immanuel Kant.
  - Antes del caos (Przed chaosem). El caos y el orden (Chaos i ład). Escila y Caribdis, o sobre la moderación (Scylla i Chybryda, czyli o umiarze). El silencio del artífice (Milczenie Konstruktora). La locura del método (Szaleństwo z metodą). El nuevo Linneo, o sobre la sistemática (Nowy Linneusz, czyli o systematyce). Los modelos y la realidad (Modele i rzeczywistość). Los plagios y las creaciones (Plagiaty i kreacje). El campo del arte imitativo (Obszar imitologii).

- VI. Fantomología (Fantomologia): Lem acuñó la palabra «fantomología» para nombrar lo que hoy conocemos como «realidad virtual». Dado que la percepción humana está limitada por su constitución biótica, habría que sustituir la omnipotencia física por otra que la imite: ¿se podría hacer?; de ser posible y de llevarse a cabo esa sustitución, ¿qué problemas surgirían?
  - Los fundamentos de la fantomática (Podstawy fantomatyki). La máquina fantomática (Maszyna fantomatyczna). Fantomática central y fantomática periférica (Fantomatyka obwodowa i centralna). Los límites de la fantomática (Granice fantomatyki). Encefalomática (Cerebromatyka). Teletaxación y fantoplicación (Teletaksja i fantoplikacja). La personalidad y la información (Osobowość i informacja).

- VII. La creación de mundos (Stwarzanie światów): En lugar de una investigación minuciosa, ¿se puede acumular automáticamente información a partir de la que ya se tiene? Lem desarrolla esta posibilidad y la extiende a la creación de universos, de la que serían casos especiales la creación del cielo, del infierno y del más allá.
  - Introducción (Wstęp). El incremento de la información (Hodowla informacji). Ingeniería del lenguaje (Inżynieria językowa). Ingeniería de la trascendencia (Inżynieria transcendencji). Ingeniería cosmogónica (Inżynieria kosmogoniczna).

- VIII. Pasquinada de la evolución (Paszkwil na ewolucję): La evolución no ha hecho un buen trabajo con los humanos ni con los demás animales. ¿Podrían hacerlo mejor los ingenieros?[5]
  - Introducción (Wstęp). La reconstrucción de las especies (Rekonstrukcja gatunku). La construcción de la vida (Konstrukcja życia). La construcción de la muerte (Konstrukcja śmierci). La construcción de la conciencia (Konstrukcja świadomości). Construcciones fundamentadas en el error (Konstrukcje oparte na błędach). Biónica y biocibernética (Bionika i biocybernetyka). La visión del artífice (Oczami Konstruktora). La reconstrucción del ser humano (Rekonstrukcja człowieka). La cibernetización del organismo (Cyborgizacja). La máquina evolutiva autopoyética (Maszyna autoewolucyjna). Fenómenos extrasensoriales (Zjawiska pozazmysłowe).

- IX. Arte y tecnología (Sztuka i technologia).

- Final (Zakończenie). Miembros (Posłowie) - Veinte años después (Dwadzieścia lat później). Notas al pie (Przypisy). Literatura discutida en el texto (Literatura omawiana w tekście). Literatura que no se menciona en el texto (Literature nie wzmiankowana w tekście).